# Такер, Милтон
Милтон Джерард Такер (англ. Milton Tucker, 17 мая 1921, Барбадос — 1986) — барбадосский спортивный стрелок. Участник летних Олимпийских игр 1968 и 1972 годов.

## Биография
Милтон Такер родился 17 мая 1921 года на Барбадосе.
В 1968 году вошёл в состав сборной Барбадоса на летних Олимпийских играх в Мехико. В стрельбе из мелкокалиберной винтовки из положения лёжа с дистанции 50 метров в открытой категории занял 72-е место, набрав 581 очко и уступив 17 очков завоевавшему золото Яну Курке из Чехословакии.
В 1972 году вошёл в состав сборной Барбадоса на летних Олимпийских играх в Мюнхене. В стрельбе из мелкокалиберной винтовки из положения лёжа с дистанции 50 метров в открытой категории занял 74-е место, набрав 584 очка и уступив 15 очков завоевавшему золото Ли Хо Джуну из КНДР.
Трижды участвовал в Играх Содружества. В 1966 году в Кингстоне занял 18-е место в стрельбе из винтовки лёжа с дистанции 50 метров среди мужчин и 10-е в стрельбе из полнокалиберной винтовки, в которой разыгрывался приз королевы. В 1974 году в Крайстчёрче не преодолел квалификацию в стрельбе из полнокалиберной винтовки, в 1978 году в Эдмонтоне занял 30-е место.
Умер в 1986 году.